# Diocesi di Santo Domingo in Ecuador

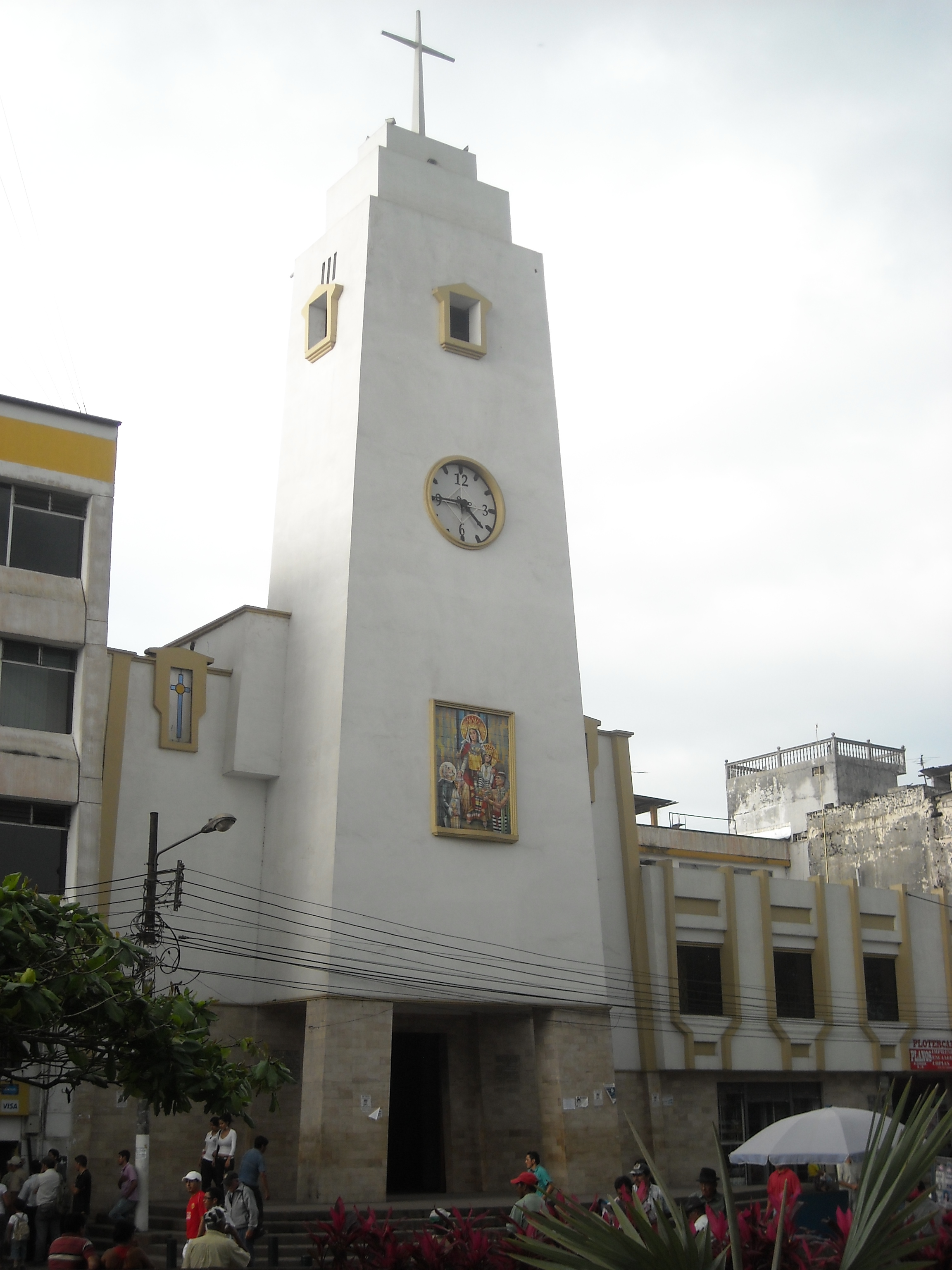
L'ex cattedrale dell'Ascensione

La diocesi di Santo Domingo in Ecuador (in latino: Dioecesis Sancti Dominici in Aequatoria) è una sede della Chiesa cattolica in Ecuador suffraganea dell'arcidiocesi di Portoviejo. Nel 2022 contava 753.205 battezzati su 879.466 abitanti. È retta dal vescovo Bertram Víctor Wick Enzler.

## Territorio
La diocesi comprende la provincia di Santo Domingo de los Tsáchilas e la parte occidentale della provincia del Pichincha.
Sede vescovile è la città di Santo Domingo, dove si trovano la cattedrale del Buon Pastore e l'ex cattedrale dell'Ascensione.
Il territorio è suddiviso in 60 parrocchie.

## Storia
La prelatura territoriale di Santo Domingo de los Colorados fu eretta il 5 gennaio 1987 con la bolla Patres atque pastores di papa Giovanni Paolo II, ricavandone il territorio dall'arcidiocesi di Quito, di cui era originariamente suffraganea.
Il 25 febbraio 1994 entrò a far parte della nuova provincia ecclesiastica dell'arcidiocesi di Portoviejo.
L'8 agosto 1996 fu elevata al rango di diocesi con la bolla Cum hisce recentioribus dello stesso papa Giovanni Paolo II.
Il 7 marzo 2003 monsignor Wilson Moncayo ha annunciato la costruzione della nuova cattedrale del Buon Pastore, che può contenere 1.200 fedeli. La cattedrale è stata costruita coi proventi di alcune lotterie organizzate e con l'aiuto proveniente da paesi come Germania e Italia.
Il 18 giugno 2008 la diocesi ha assunto la denominazione attuale.
Il 25 settembre 2021 è stata consacrata la nuova cattedrale del Buon Pastore.

## Cronotassi dei vescovi
Si omettono i periodi di sede vacante non superiori ai 2 anni o non storicamente accertati.
- Emilio Lorenzo Stehle † (5 gennaio 1987 - 11 maggio 2002 ritirato)
- Wilson Abraham Moncayo Jalil † (11 maggio 2002 - 12 marzo 2012 deceduto)
  - Julio César Terán Dutari, S.I. (15 marzo 2012 - 24 marzo 2015) (amministratore apostolico)
- Bertram Víctor Wick Enzler, dal 24 marzo 2015

## Statistiche
La diocesi nel 2022 su una popolazione di 879.466 persone contava 753.205 battezzati, corrispondenti all'85,6% del totale.
| anno | popolazione | popolazione | popolazione | presbiteri | presbiteri | presbiteri | presbiteri                | diaconi | religiosi | religiosi | parrocchie |
| anno | battezzati  | totale      | %           | numero     | secolari   | regolari   | battezzati per presbitero | diaconi | uomini    | donne     | parrocchie |
| ---- | ----------- | ----------- | ----------- | ---------- | ---------- | ---------- | ------------------------- | ------- | --------- | --------- | ---------- |
| 1990 | 450.000     | 480.000     | 93,8        | 36         | 20         | 16         | 12.500                    |         | 23        | 39        | 32         |
| 1999 | 575.000     | 595.000     | 96,6        | 54         | 32         | 22         | 10.648                    | 3       | 33        | 90        | 48         |
| 2000 | 585.000     | 600.000     | 97,5        | 90         | 45         | 45         | 6.500                     | 3       | 57        | 84        | 48         |
| 2001 | 585.000     | 600.000     | 97,5        | 91         | 46         | 45         | 6.428                     | 2       | 57        | 87        | 48         |
| 2002 | 585.000     | 650.000     | 90,0        | 96         | 51         | 45         | 6.093                     | 2       | 57        | 93        | 50         |
| 2003 | 585.000     | 675.000     | 86,7        | 66         | 42         | 24         | 8.863                     | 1       | 33        | 103       | 57         |
| 2004 | 600.000     | 700.000     | 85,7        | 78         | 51         | 27         | 7.692                     | 1       | 33        | 105       | 57         |
| 2008 | 635.000     | 741.000     | 85,7        | 85         | 50         | 35         | 7.470                     | 2       | 38        | 100       | 58         |
| 2010 | 653.000     | 763.000     | 85,6        | 77         | 46         | 31         | 8.480                     | 2       | 31        | 103       | 58         |
| 2014 | 785.000     | 850.000     | 92,4        | 87         | 56         | 31         | 9.022                     | 2       | 33        | 87        | 57         |
| 2017 | 725.700     | 839.600     | 86,4        | 96         | 58         | 38         | 7.559                     | 1       | 41        | 111       | 59         |
| 2020 | 741.200     | 866.400     | 85,5        | 80         | 52         | 28         | 9.265                     | 1       | 31        | 101       | 60         |
| 2022 | 753.205     | 879.466     | 85,6        | 84         | 55         | 29         | 8.966                     |         | 32        | 79        | 60         |